# Округ Каљумет (Висконсин)
Каљумет (енгл. Calumet County) је округ у америчкој савезној држави Висконсин.

## Демографија
По попису из 2010. године број становника је 48.971, што је 8.34 (20,5%) становника више него 2000. године.
| Група             | 2000.          | 2010.          |
| Белци             | 39.062 (96,1%) | 45.325 (92,6%) |
| Афроамериканци    | 124 (0,3%)     | 246 (0,5%)     |
| Азијати           | 629 (1,5%)     | 1.031 (2,1%)   |
| Хиспаноамериканци | 435 (1,1%)     | 1.690 (3,5%)   |
| Укупно            | 40.631         | 48.971         |